# Pretražni mikroskop s tuneliranjem
Pretražni mikroskop s tuneliranjem (STM, kratica od engl. Scanning Tunneling Microscope) je mikroskop kojim se promatraju površine metala i drugih električki vodljivih materijala preciznošću na razini atoma. Najvažniji je dio pretražnog mikroskopa s tuneliranjem oštri vrh od volframa, platine, iridija, ugljikove nanocijevi ili nekog drugog vodljivoga materijala koji u idealnom slučaju čini samo jedan ili nekoliko atoma. Kada je vrh blizu površine (nanometar i manje), u vakuumu između vrha i površine dolazi do tuneliranja elektrona. Kako se vrh pomiče duž površine, zbog površinskih nepravilnosti i nehomogenosti na razini atoma, udaljenost i električna struja između vrha i površine se mijenjaju, a promjena jakosti struje može se tumačiti kao slika površine. Za otkriće pretražnog mikroskopa s tuneliranjem, Gerd Binnig i Heinrich Rohrer dobili su Nobelovu nagradu za fiziku 1986.

## Tuneliranje
Tuneliranje, tunelski efekt ili tunelski učinak  je kvantnomehanička pojava pri kojoj postoji vjerojatnost da elementarna čestica svlada prepreku (potencijalnu barijeru) kada to zakoni klasične fizike ne dopuštaju. Primjerice, pri naletu čestice na središte odbojne sile kojoj je potencijalna energija veća od kinetičke energije čestice, klasično je moguće samo odbijanje čestice. Ipak, zahvaljujući valnim svojstvima koja kvantna mehanika pridjeljuje elementarnim česticama, valna funkcija čestice ne iščezava ni u samoj barijeri, ni iza nje. Stoga postoji određena vjerojatnost (dana kvadratom modula valne funkcije) da se čestica nađe i u klasično zabranjenim područjima prostora. Ta vjerojatnost ovisi o visini i širini barijere, a pokusi potvrđuju da je, pri naletu mnoštva čestica, broj onih koje prođu barijeru proporcionalan kvantno-mehanički izračunanoj vjerojatnosti. 
Tuneliranjem su protumačene mnogobrojne pojave u nuklearnoj i atomskoj fizici, poput alfa raspada atomskih jezgri (George Gamow, 1928.), spontane nuklearne fisije, emisije elektrona iz metalnih površina u supravodičima. U posljednjem slučaju riječ je o posebnom tipu tuneliranja vezanom uz energijski procijep i promijenjenu gustoću stanja za normalno vodljive kvazičestice u supravodiču. Struja elektrona koji prolaze tuneliranjem kroz potencijalnu barijeru našla je primjenu u pretražnom mikroskopu s tuneliranjem, kojom se ispituje elektronska struktura površina vodljivih uzoraka.

## Slike
- Silicijevi atomi na površini kristala silicijevog karbida viđena pretražnim mikroskopom s tuneliranjem.
- Ugljične nanocijevčice s jednim zidom viđene pretražnim mikroskopom s tuneliranjem.
- Slika površine grafita na atomskoj razini viđena pretražnim mikroskopom s tuneliranjem.